# Partito Social Democratico (Portogallo)
Il Partito Social Democratico (in portoghese Partido Social Democrata, PSD) è un partito politico portoghese.
Originariamente un partito socialdemocratico, il PSD è diventato il principale partito conservatore di centro-destra in Portogallo.

## Storia
È stato fondato nel 1974 da Francisco Sá Carneiro, Francisco Pinto Balsemão e Joaquim Magalhães Mota, con il nome di Partito Popolare Democratico. Il movimento giovanile del partito prese subito il nome di "Gioventù Social Democratica" (Juventude Social Democrata). Il Partito, però, vista la presenza sulla scena politica del Partito Cristiano Social Democratico, pur avendo una forte componente Social Democratica, preferì assumere il nome PPD. Nel partito, del resto, erano confluite tre correnti: social-cristiani, social-democratici, social-tecnocrati.
Nel 1979 il PSD diede vita alla coalizione Alleanza Democratica, insieme al Centro Social Democratico, ora Partito Popolare. L'AD vinse le elezioni del 1980, ma fu profondamente scossa dalla morte del proprio leader Francisco Sá Carneiro. Primo ministro divenne, allora, Francisco Pinto Balsemão, che non riuscì, però, a mantenere unita la coalizione che si sciolse nel 1983. Alle elezioni dello stesso anno, la buona affermazione del Partito Socialista, portò il PSD a fare una coalizione di unità nazionale detta Blocco di Centro. L'elezione di Aníbal Cavaco Silva alla guida del PSD, nel 1985, da sempre contrario alla Coalizione con il PS, determinò la fine del governo di unità nazionale.
Nelle elezioni del 1987 il PSD, guidato da Cavaco Silva, ottenne il 50,2% dei voti e la maggioranza dei deputati. Il PSD vinse, sempre con maggioranza assoluta, le elezioni del 1991, ma lo scontento circa l'operato del governo di Cavaco Silva portò il PS alla vittoria nelle elezioni del 1995, risultato confermato nel 1999. Dal 1996 al 1999 il presidente del PSD fu Marcelo Rebelo de Sousa.
Nel 2002 José Barroso portò il PSD nuovamente alla vittoria con una coalizione con il PP. Nel 2004 Barroso è divenuto presidente della Commissione Europea ed è stato sostituito da Pedro Santana Lopes, che condusse il partito ad una sonora sconfitta alle politiche del 2005, consegnando il governo al PS. Ciò nonostante il PSD vinse le elezioni presidenziali del 2006 con l'ex-premier Aníbal Cavaco Silva, riconfermato in tale ruolo cinque anni dopo.
Nella primavera 2008 il PSD visse una crisi al suo interno, che culminò con il congresso e la nomina al suo vertice, per la prima volta nella sua storia, di una donna, l'economista Manuela Ferreira Leite. Durante il suo incarico, il PSD fu partito più votato alle Europee del 2009, ma alle elezioni politiche si fermò al 30%.
Nel marzo 2010 il PSD si diede un nuovo leader, l'economista Pedro Passos Coelho, il quale guidò il partito alla vittoria delle elezioni del 2011 e divenne primo ministro in una coalizione con il CDS-PP; per la prima volta dalla Rivoluzione dei garofani sia il presidente della Repubblica sia il primo ministro appartenevano al PSD.
Quattro anni dopo, nelle elezioni legislative del 2015, ottenne la maggioranza relativa con il 40% dei voti e 107 seggi all'Assemblea della Repubblica, in coalizione con il CDS - Partito Popolare, ma senza poter formare un governo di minoranza e passò quindi all'opposizione del governo guidato dal PS. Nelle presidenziali del gennaio 2016 fu eletto presidente della Repubblica il suo esponente Marcelo Rebelo de Sousa. Il 13 gennaio 2018 arrivò alla guida del partito Rui Rio, un centrista. Alle elezioni del 2019 il PSD raccolse il 29,18% e 79 seggi all'Assemblea. Alle elezioni per il presidente della Repubblica del gennaio 2021 Rebelo de Sousa fu rieletto con il 60% dei voti.
Dopo la sconfitta alle elezioni legislative del 2022, Rio si dimise e fu sostituito dal suo oppositore interno degli ultimi anni, Luís Montenegro.

## Ideologia
Il PSD nasce come partito socialdemocratico. Era espressione però di una socialdemocrazia alquanto moderata, certamente non filo-marxista.
La presenza della forte componente cattolica ha con il passare del tempo accentuato le scelte moderate del partito, anche per il volersi porre quale alternativa al Partito Socialista. Il PSD del resto è stato fino al 1996 membro dell'Internazionale Liberale e non di quella Socialista e dagli anni '90 ha abbandonato il Partito Europeo dei Liberali, Democratici e Riformatori per passare al Partito Popolare Europeo, composto da partiti cristiano democratici e conservatori.
Nonostante la denominazione, il PSD, quindi, può essere considerato un partito socio-conservatore.

## Risultati elettorali

### Elezioni legislative
| Anno | Voti                    | %                       | +/-                     | Seggi     | +/- | Status                                |
| ---- | ----------------------- | ----------------------- | ----------------------- | --------- | --- | ------------------------------------- |
| 1975 | 1 507 282               | 26,4 (2º)               |                         | 81 / 250  |     | Assemblea costituente                 |
| 1976 | 1 335 381               | 24,4 (2º)               | 2,0                     | 73 / 263  | 8   | Opposizione                           |
| 1979 | In Alleanza Democratica | In Alleanza Democratica | In Alleanza Democratica | 80 / 250  | 7   | Governo                               |
| 1980 | In Alleanza Democratica | In Alleanza Democratica | In Alleanza Democratica | 82 / 250  | 2   | Governo                               |
| 1983 | 1 554 804               | 27,2 (2º)               |                         | 75 / 250  | 7   | Governo                               |
| 1985 | 1 732 288               | 29,9 (1º)               | 2,7                     | 88 / 250  | 13  | Governo                               |
| 1987 | 2 850 784               | 50,2 (1º)               | 20,3                    | 148 / 250 | 60  | Governo                               |
| 1991 | 2 902 351               | 50,6 (1º)               | 0,4                     | 135 / 230 | 13  | Governo                               |
| 1995 | 2 014 589               | 34,1 (2º)               | 16,5                    | 88 / 230  | 47  | Opposizione                           |
| 1999 | 1 750 158               | 32,3 (2º)               | 1,8                     | 81 / 230  | 7   | Opposizione                           |
| 2002 | 2 200 765               | 40,2 (1º)               | 7,9                     | 105 / 230 | 24  | Governo                               |
| 2005 | 1 653 425               | 28,8 (2º)               | 11,4                    | 75 / 230  | 30  | Opposizione                           |
| 2009 | 1 654 777               | 29,1 (2º)               | 0,3                     | 81 / 230  | 6   | Opposizione                           |
| 2011 | 2 159 742               | 38,7 (1º)               | 9,6                     | 108 / 230 | 27  | Governo                               |
| 2015 | In Portogallo Avanti    | In Portogallo Avanti    | In Portogallo Avanti    | 89 / 230  | 19  | Governo (2015); Opposizione (2015-19) |
| 2019 | 1 457 704               | 27,8 (2º)               |                         | 79 / 230  | 10  | Opposizione                           |
| 2022 | 1 539 189               | 27,7 (2º)               | 0,1                     | 77 / 230  | 2   | Opposizione                           |
| 2024 | 1 811 478               | 29,5 (1º)               | 0,5                     | 80 / 230  | 3   | Governo                               |
| 2025 | 1 971 602               | 32,54 (1º)              | 3                       | 89 / 230  | 9   | Governo                               |

### Elezioni presidenziali
| Anno | Candidato supportato       | 1º Turno  | 1º Turno  | 2º Turno  | 2º Turno  |
| Anno | Candidato supportato       | Voti      | %         | Voti      | %         |
| ---- | -------------------------- | --------- | --------- | --------- | --------- |
| 1976 | António Ramalho Eanes      | 2 967 137 | 61,6 (1º) |           |           |
| 1980 | António Soares Carneiro    | 2 325 481 | 40,2 (2º) |           |           |
| 1986 | Diogo Freitas do Amaral    | 2 629 597 | 46,3 (1º) | 2 872 064 | 48,8 (2º) |
| 1991 | Mário Soares               | 3 459 521 | 70,4 (1º) |           |           |
| 1996 | Aníbal Cavaco Silva        | 2 595 131 | 46,1 (2º) |           |           |
| 2001 | Joaquim Ferreira do Amaral | 1 498 948 | 34,7 (2º) |           |           |
| 2006 | Aníbal Cavaco Silva        | 2 401 015 | 50,5 (1º) |           |           |
| 2011 | Aníbal Cavaco Silva        | 2 231 603 | 53,0 (1º) |           |           |
| 2016 | Marcelo Rebelo de Sousa    | 2 413 956 | 52,0 (1º) |           |           |
| 2021 | Marcelo Rebelo de Sousa    | 2 533 799 | 60,7 (1º) |           |           |

### Elezioni europee
| Anno | Voti                   | %                      | +/-                    | Seggi   | +/-     |
| ---- | ---------------------- | ---------------------- | ---------------------- | ------- | ------- |
| 1987 | 2 111 828              | 37,5 (1º)              |                        | 10 / 24 |         |
| 1989 | 1 358 958              | 32,8 (1º)              | 4,7                    | 9 / 24  | 1       |
| 1994 | 1 046 918              | 34,4 (2º)              | 1,6                    | 9 / 25  | Stabile |
| 1999 | 1 078 528              | 31,1 (2º)              | 3,3                    | 9 / 25  | Stabile |
| 2004 | In Forza Portogallo    | In Forza Portogallo    | In Forza Portogallo    | 7 / 24  | 2       |
| 2009 | 1 131 744              | 31,7 (1º)              |                        | 8 / 22  | 1       |
| 2014 | In Alleanza Portogallo | In Alleanza Portogallo | In Alleanza Portogallo | 6 / 21  | 2       |
| 2019 | 727 207                | 23,56 (2°)             |                        | 6 / 21  | Stabile |

## Esponenti del partito
- Francisco Sá Carneiro, fondatore
- Francisco Pinto Balsemão, fondatore
- Joaquim Magalhães Mota, fondatore
- Aníbal Cavaco Silva
- José Manuel Durão Barroso
- Manuela Ferreira Leite
- Natália Correia

## Presidenti del partito
- Francisco Sá Carneiro: 1974 - 1978
- Emídio Guerreiro: 1975
- António Sousa Franco: 1978
- José Menéres Pimentel: 1978 - 1979
- Francisco Sá Carneiro: 1979 - 1980
- Francisco Pinto Balsemão: 1981 - 1983
- Nuno Rodrigues dos Santos: 1983 - 1984
- Carlos Mota Pinto: 1984 - 1985
- Rui Machete: 1985
- Aníbal Cavaco Silva: 1985 - 1995
- Fernando Nogueira: 1995 - 1996
- Marcelo Rebelo de Sousa: 1996 - 1999
- José Manuel Durão Barroso: 1999 - 2004
- Pedro Santana Lopes: 2004 - 2005
- Luís Marques Mendes: 2005 - 2007
- Luís Filipe Menezes: 2007 - 2008
- Manuela Ferreira Leite: 2008 - 2010
- Pedro Passos Coelho: 2010 - 2018
- Rui Rio: 2018 - 2022
- Luís Montenegro: 2022 - in carica

## Primi ministri
- Francisco Sá Carneiro: 1979 - 1980
- Francisco Pinto Balsemão: 1981 - 1983
- Aníbal Cavaco Silva: 1985 - 1995
- José Manuel Durão Barroso: 2002 - 2004
- Pedro Santana Lopes: 2004 - 2005
- Pedro Passos Coelho: 2011 -2015

## Presidenti della Repubblica
- Aníbal Cavaco Silva: 2006 - 2016
- Marcelo Rebelo de Sousa: 2016 - in carica